# Magnus von Bonsdorff
Magnus Gabriel von Bonsdorff, född 3 mars 1934, är en finländsk ingenjör och företagsledare.

## Biografi
Bonsdorff var 1961–1967 anställd vid AB Atomenergi i Sverige, och var 1967–1970 forskningschef vid Oy Finnatom AB. 1970 blev han VD för Industrins Kraft AB (TVO) och kvarstod i denna befattning till 1994.
Bonsdorff och Lars G Larsson sammanställde 2007 en rapport om säkerhetskultur och säkerhetsarbete inom Vattenfalls kärnkraftverksamhet. Rapporten tillkom som en av många åtgärder med anledning av den så kallade Forsmarkshändelsen 25 juli 2006, och uttryckte kritik mot säkerhetsarbete och rutiner inom Vattenfall. Man föreslog flera åtgärder, bland annat tillsättande av en säkerhetsdirektör (CNO – Chief Nuclear Officer) och ett säkerhetsråd med koncernchefen som ordförande – åtgärder som styrelsen senare genomförde.
Bonsdorff var 1995–2005 kommendator för Johanniterorden i Finland.

### Familj
Magnus von Bonsdorff är son till Bertel von Bonsdorff, bror till Bengt von Bonsdorff och far till Leni von Bonsdorff.